# Vuit Immortals
|  | Per a altres significats, vegeu «Vuit Immortals del vi». |

Els Vuit Veterans o Vuit Ancians (en xinès: 八大元老; en pinyin: Bā dà yuánlǎo) sovint anomenats els Vuit Immortals per analogia als “Vuit Immortals” (八仙) del taoisme perquè es tracta de vells militants del Partit Comunista Xinès amb una llarga trajectòria política. Aquestes persones van tenir un paper destacat en les reformes econòmiques dels anys 1980 després de la mort de Mao Zedong.

## Membres

Bandera del Partit Comunista de la Xina

- Bandera del Partit Comunista de la XinaDeng Xiaoping, membre del Buró Permanent Polític del Partit Comunista Xinès de 1977 a 1987, President de la Conferència Consultiva Política de 1978 à 1983, President de la Comissió Central Militar de 1980 a 1989.
- Chen Yun, membre du Buró Permanent del Partit Comunista de 1977 al 1987.
- Li Xiannian, membre membre du Buró Permanent del Partit de 1977 al 1987, President de la República Popular de 1983 à 1988 i més tard President de la Conferència Consultiva Política.
- Yang Shangkun. President de la República Popular de 1988 al 1993.
- Peng Zhen. President de l'Assemblea a del Poble de 1983 al 1988.
- Bo Yibo. Sots-President de la Comissió Consultiva Central.
- Wang Zhen. Sots-President de la Comissió Consultiva Central.
- Song Renqiong. Sots-President de la Comissió Consultiva Central.
- Deng Yingchao

En aquesta llista hi ha noms que varien com els de Song Renqiong (宋任窮), Deng Yingchao (鄧穎超) i apareixen: Wan Li (萬里) i Xi Zhongxun (習仲勛. D'aquestes històriques figures comunistes moltes van sofrir represàlies durant la Revolució Cultural (per exemple Bo Yibo va ser denunciat pel seu fill Bo Xilai).

## Classificacions
La pertinença al grup, en tant que l'expressió era d'ús informal, mai es va marcar oficialment. Tanmateix, amb Deng Xiaoping com a principal titular del poder, s'accepten diferents grups de gent com a membres, segons autors:
| No.    | LA Times 1992 | Tkacik 2004   | SCMP 2008     | Bloomberg 2012 | Andrésy 2015  | Bendini 2016 |
| ------ | ------------- | ------------- | ------------- | -------------- | ------------- | ------------ |
| 1      | Deng Xiaoping | Deng Xiaoping | Deng Xiaoping | Deng Xiaoping  | Deng Xiaoping |              |
| 2      | Yang Shangkun | Yang Zhangkun | Yang Shangkun | Yang Shangkun  | Yang Shangkun |              |
| 3      | Chen Yun      | Chen Yun      | Chen Yun      | Chen Yun       | Chen Yun      |              |
| 4      | Li Xiannian   | Li Xiannian   | Li Xiannian   | Li Xiannian    | Li Xiannian   |              |
| 5      | Peng Zhen     | Peng Zhen     | Peng Zhen     | Peng Zhen      | Peng Zhen     |              |
| 6      | Wang Zhen     | Wang Zhen     | Wang Zhen     | Wang Zhen      | Wang Zhen     |              |
| 7      | Bo Yibo       | Bo Yibo       | Bo Yibo       | Bo Yibo        | Bo Yibo       |              |
| 8      | Song Renqiong |               | Song Renqiong | Song Renqiong  |               |              |
| 8      |               | Deng Yingchao | Deng Yingchao |                | Deng Yingchao |              |
| Altres |               |               | Xi Zhongxun   |                |               | Xi Zhongxun  |
| Altres |               | Wan Li        |               |                |               |              |